# Comté de Wythe
Le comté de Wythe est un comté de Virginie, aux États-Unis, fondé en 1790.